# Granatnik KBP GM-94
GM-94 (ros. ГМ-94) – rosyjski granatnik powtarzalny skonstruowany i produkowany przez KBP z Tuły.
Granatnik GM-94 został skonstruowany specjalnie dla pododdziałów walczących w terenie zurbanizowanym. Budową przypomina powiększoną strzelbę Ryś. Do zasilania GM-94 opracowano rodzinę amunicji oznaczoną jako WGM-93. W jej skład wchodzą naboje z granatami odłamkowymi, paliwowo-powietrznymi, oświetlającymi, oślepiająco-obezwładniającymi, dymnymi i z gazem łzawiącym.
GM-94 jest bronią nieautomatyczną, powtarzalną. Zasilanie ze stałego magazynka rurowego umieszczonego nad lufą. Przeładowywanie przez przesunięcie lufy do przodu (usunięcie łuski), a następnie cofnięcie jej (załadowanie nowego naboju). Granatnik może być wyposażony w kolbę stałą, lub składaną na wierzch broni.